# Beleg van Akragas
Het Beleg van Akragas vond plaats in 406 v.Chr. op Sicilië en was onderdeel van de Siciliaanse Oorlogen. Een Carthaags leger onder leiding van Hannibal Mago belegerde de Griekse stad Akragas als wraakactie op de Griekse invallen op het Punische grondgebied in Sicilië. De stad kon de Carthagers telkens weer terugdrijven totdat een ontzettingsmacht uit Syracuse aankwam, een deel van het Carthaagse leger versloeg en zo de belegering van de stad ophief.
Tijdens de belegering zaaide een plaag dood en verderf in het Carthaagse kamp, en de overlevenden kwamen zwaar in de problemen toen de Grieken ook nog eens hun bevoorradingslijnen begonnen af te snijden. De Carthagers echter, nu geleid door Himilco, kon een Grieks schip dat voorraden moest leveren voor de stad stelen. Hierdoor hadden de Grieken niet genoeg voedsel meer en werden zo uitgehongerd. Het grootste deel van de bevolking van Akragas verliet daarom de stad, waardoor ze de stad onbewaakt achterlieten en zo aan Himilco overlieten.

## Achtergrond
Carthago had zich afzijdig gehouden van de strubbelingen op Sicilië tijdens de zeventig jaar die volgen op de slag bij Himera in 480 v.Chr. In deze periode begonnen de Grieken op Sicilië alle gebieden van de oorspronkelijke inwoners te veroveren. De Griekse steden Syracuse en Akragas, die beiden onder het bewind van tirannen vielen, waren verantwoordelijk voor de Carthaagse nederlaag bij Himera, begonnen zich vijandig te gedragen tegenover elkaar en vochten. In 411 v.Chr. kwam Carthago wel op het strijdtoneel terecht toen de Ionisch Griekse stad Segesta haar om hulp vroeg nadat deze stad in conflict was geraakt met het Dorische Selinous. Dit gebeurde toen de belangrijkste Griekse steden verwikkeld waren in de Peloponnesische Oorlog en Syracuse, een bondgenoot van Sparta, niet gefocust was op Sicilië.
In 410 v.Chr. maakte Carthago een leger klaar om Sicilië aan te vallen. Hannibal Mago van Carthago leidde de expeditie, nam Selinous in 409 v.Chr. stormenderhand in en vernietigde ook de stad Himera. Syracuse en Akragas deden niets tegen Carthago en Carthago keerde terug naar Afrika met de oorlogsbuit na een garnizoensleger achter te laten in Sicilië. Er werd drie jaar niet gevochten op Sicilië, ook al was er nooit een vredesverdrag getekend.
Terwijl Syracuse en Akragas enkel defensieve maatregelen tegen Carthago wilden nemen, begon Hermocrates, een verbannen generaal van Syracuse, een meer agressieve houding aan te nemen tegen Carthago, omdat hij hoopte dat hij zo weer zou toegelaten worden in Syracuse. Hij nam 2.000 huurlingen en vijf schepen in dienst en zette zijn basis op bij de ruïnes van Selinous. Uiteindelijk kwam het totale aantal soldaten van Hermocrates op 6.000 man (vele burgers van Selinous voegden zich bij hem). Hij plunderde het Punische grondgebied en versloeg het leger van Motya. Zijn volgende doelwit was het gebied rond Panormus. In 407 v.Chr. versloegen de Grieken Panormus en plunderden de stad. Dit zorgde ervoor dat Hermocrates zeer geliefd werd onder de Siciliaanse Grieken, maar hij werd niet teruggeroepen naar Syracuse.
Syracuse en Akragas verwaarloosden hun verdedigingen niet tijdens de aanvallen van Hermocrates. Akragas breidde zijn leger uit terwijl Syracuse hetzelfde deed met haar vloot.
De Carthaagse senaat gaf Hannibal Mago (door Diodorus een "hater van Grieken" genoemd) de leiding over het expeditieleger dat de Grieken moest aanvallen en hen straffen voor wat ze gedaan hadden. Deze had aanvankelijk omwille van zijn gevorderde leeftijd deze positie geweigerd, maar nam deze opdracht alsnog op zich nadat zijn verwant Himilco Mago als zijn adjudant was aangesteld. Hij verzamelde troepen uit Afrika, Spanje en Italië, en verkreeg zo een leger van 120.000 soldaten (een vermoedelijk overdreven getal, waarschijnlijker is dat het om een 60.000 soldaten ging) en een vloot van 120 triremen en 1000 transporten werden tegen de lente van 406 v.Chr. gereedgemaakt. Carthago verdubbelde het aantal triremen (er waren "slechts" 60 triremen ingezet voor de expedities van 480 en 409 v.Chr.) omdat de Syracusaanse vloot uit Griekenland was teruggekeerd en een ernstige bedreiging kon vormen voor de Carthaagse expeditie. Het was een voorzichtige zet, die echter algauw zijn nut zou bewijzen.

## Het beleg
Het Carthaagse leger kon in 406 v.Chr. zonder tegenstand naar Akragas marcheren. Hannibal liet zijn vloot achter in Motya voor hij terugkeerde naar Akragas. De burgers van Akragas, die niet wilden vechten tegen de Carthagers, verzamelden de oogst en de volledige bevolking (ongeveer 200.000 mensen) binnen de stadsmuren. Hannibal begon de belegering voor te bereiden vanaf het moment dat zijn leger Akragas bereikte. Er werden twee kampen opgezet. De inwoners probeerden dit niet tegen te houden, maar bleven achter de muren.
Hannibal gaf de stad eerst de voorwaarden voor overgave alvorens de vijandigheden te openen. De leiders van Akragas echter verwierpen dit voorstel. Nadat de Grieken de laatste hand hadden gelegd aan de verdediging van de stad, wachtten ze de aanval van de Carthagers af.
De hooggelegen positie van de stad maakte het moeilijk om onmiddellijk aan te vallen. Hannibal echter koos ervoor om twee belegeringstorens te bouwen. Zo werden de gelederen van Akragas wel een klein beetje uitgedund, maar na lange gevechten konden de Carthagers de muren nog steeds niet veroveren. In een nacht deden de Grieken een uitval uit de stad en brandden de belegeringstorens plat. Ondertussen kregen de Carthagers ook te maken met een plaag dat hun kamp teisterde en zo stierven er velen onder hen, waaronder ook Hannibal Mago zelf. Daarop nam Himilco de leiding van het leger op zich.

### Het beleg wordt gebroken
Op dit moment kwam Daphnaeus van Syracuse aan bij de stad met 30.000 hoplieten en 5.000 ruiters om het beleg te breken. Himilco leidde een deel van zijn troepen uit de kampen om hen te onderscheppen. Het Punische leger kon de linkerflank van het Griekse leger eerst wel nog bedreigen, maar de Syracusaanse rechterflank versloegen hun tegenstanders eerder en joegen hen op de vlucht. Het gehele Punische leger sloeg op de vlucht met 6.000 gesneuvelden in hun gelederen. De Syracusanen konden zo dus het beleg breken.

### Himilco triomfeert
Na dit debacle begonnen de Carthaagse troepen te muiten, maar Himilco kon dit tegengaan door goed geluk en prompt te reageren. Net op het moment dat de Carthaagse huurlingen op het punt stonden om te vertrekken, vernamen de Carthagers de nadering van een voorraadkonvooi uit Syracuse. Himilco slaagde erin de huurlingen te overtuigen nog enkele dagen ter plekke te blijven door hun de gouden of zilveren drinkbekers van de Carthaagse burgers te geven, waarop hij bericht zond naar de Carthaagse vloot om uit te varen van Motya/Panormus. De Carthaagse vloot, bestaande uit veertig schepen, kwam vanuit het westen aan en slaagde erin de begeleidende Syracusaanse vloot te verrassen, die mogelijk laks was geworden door haar maritieme overmacht en bracht acht Griekse triremen, die de graanschepen begeleidden, tot zinken. Toen de resterende Griekse triremen zichzelf deden stranden, wist de Carthaagse vloot het volledig konvooi te veroveren. Dit loste de bevoorradingsproblemen van Himilco op en zorgde ervoor dat voor de Grieken in Akragas nu op hun beurt de hongersnood dreigde.
De verovering van het konvooi zorgde voor geruchten over dreigend voedseltekort te Akragas, waar de bevolking mogelijk geen gewassen had geplant omwille van het voortdurend conflict. Himilco kocht intussen in het geheim de Campanische huurlingen om, die Akragas in de steek lieten na te klagen of voedseltekorten. Toen de autoriteiten van de stad vaststelden dat de overgebleven voorraden ontoereikend waren om heel het Griekse leger te voeden, verliet ook het Griekse contingent uit Magna Graecia Akragas.
De snel afnemende voedselvoorraden brachten de instanties van Akragas ertoe om de stad te verlaten. Halverwege december trokken 40 000 inwoners samen met het leger oostwaarts richting Gela, waarbij ze zoveel kostbaarheden als ze konden met zich meedroegen. De zieken, ouderen en koppigsten onder de burgers bleven achter in de stad. Himilco had dus maar weinig moeite om de volgende morgen de haast verlaten stad in te nemen en liet ieder die zich toch verzette met het zwaard te dood brengen. Het beleg had acht maanden geduurd.

## Gevolgen
Omdat de winter voor de deur stond,viel Himilco Gela niet aan maar bleef in Akragas. Daphnaeus en de andere aanvoerders werden door de naar Syracuse gevluchte inwoners van Akragas van verraad beschuldigd. Dit veroorzaakte grote ophef en bracht uiteindelijk Dionysius I van Syracuse aan de macht als opperbevelhebber en vervolgens als tyrannos.
Akragas zou later weer door de Grieken worden ingenomen, maar zou nooit meer zo machtig worden als daarvoor. Toch zou deze nog machtig genoeg worden om zich later opnieuw te verzetten tegen de Carthagers.